# Határozó
A hagyományos nyelvtanban a határozó olyan mondatrész, mely szerkezeti alaptagjával alárendelő szószerkezetet alkot, és lehet:
- helyféle, időféle, módféle vagy állapotféle körülmény kifejezője;
- olyan gondolkodásbeli körülmények kifejezője, mint az ok, a cél stb.;
- vonzat, mely kiegészíti szerkezeti alaptagjának jelentését.

## Magyar grammatikákban
A határozó alaptagja többféle szófaj lehet:
- ige: iskolába jár;
- igenév: iskolába járó;
- cselekvést kifejező főnév: iskolába járás;
- másféle főnév: üzenet iskolámba;
- melléknév: nagyon okos;
- névmás: nagyon olyan;
- határozószó: közel az iskolához.

### Fajtái
A határozónak sok fajtája létezik. Egyazon nyelv grammatikái is különböznek abban, hogy hányféle határozót tartanak számon. Például:
- helyhatározó: a szobában ül, a pad alól vette elő, közelre hallatszott, ahonnan jöttünk;
- időhatározó: gyermekkorában tanulta, Három éve nem ittam , Három körül várlak, Régóta nem láttam;
- számhatározó: százszor megmondtam, Három alkalommal voltam nála, gyakran dicsérte;
- állapothatározó-félék:

- belső állapothatározó, mely az alany, a tárgy stb. testi vagy lelki állapotát, külső megjelenését fejezi ki, ha személy, állapotát, ha dolog: épségben érkezett, üresen hagyta, érintetlen hagy, figyelmen kívül hagyta, mezítláb futott, halva találták, hárman jöttek;
- külső állapothatározó (körülményhatározó), mely a cselekvést vagy történést kíséri, személytől vagy dologtól független körülményt fejezve ki: sötétben ül, barátok nélkül él;
- essivusi állapothatározó, mely valamilyen funkcióban való szereplést fejez ki, és több jelentése lehet:

– factivusi jelentése, azaz funkcióba jutást fejez ki: igazgatónak tesz meg;
– predicativusi jelentése (funkciót tulajdonít): mint ápoló dolgozik;
– nuncupativusi jelentése (megnevezést fejez ki): Nálunk a kukoricát tengerinek nevezik;
- eredethatározó: forrásból ered, Házasság lett belőle, közülük jött;[5]
- eredményhatározó: A birtok gazdasággá fejlődött, Kétfelé kell vágni;
- társhatározó:

- a társ személy: Imre Jánossal barátkozik, A barátjával együtt sétál, Együtt megyünk moziba;
- a társ élettelen: Beleestem kocsistul;

- módhatározó: természetben fizet, szépen énekel, szünet nélkül énekel, hirtelen lendül, semmiképpen nem tenné, játszva oldja meg;
- okhatározó: kényszerből cselekszik, Az intézkedés nyomán helyreállt a rend, miattam aggódik, retteg elindulni, Ismerve a körülményeket tájékozódott;
- célhatározó, mely két típusú lehet:

1. azt fejezi ki, hogy az alaptagban megnevezett cselekvés, történés, létezés milyen cél elérésére irányul, kinek vagy minek az érdekében megy végbe: harcol a jogaiért, megteszi az ügy érdekében, Megyek bevásárolni;
2. azt határozza meg, hogy egy másik mondatrészben megjelölt személy vagy dolog alkalmas-e, felhasználható-e az alaptagban megnevezett folyamatra vagy minőségi szerepre: odakészíti a fazekat a levesnek, Pista alkalmas katonának, az ifjúság javára tesz, képes megoldani;
- tekintethatározó: jártas a dolgokban, korát tekintve egészséges, Lényegében elégedett vagyok, Indulni indulhatunk (figura etymologica);
- fok-mértékhatározó: talpig becsületes, átlagon felül teljesít, annyira fél, kérve kér;
- eszközhatározó:

- élettelen: kanállal eszik, Látogatások által erősödik a barátság;
- személy: Pista révén üzen;

- részeshatározó: Évának segít, az iskola számára érkezett, részemre készítette;
- hasonlító határozó: magasabb a fiánál, nincs árvább nála, édesebb, mint a méz, szebbnél szebb (figura etymologica);
- aszemantikus határozói vonzatok, amelyek nem sorolhatók be a fenti határozófajták egyikébe sem, mert jelentésüket nem lehet pontosan körülhatárolni: bízik valamiben, fellép valami ellen, igyekszik elmenni.

Megjegyzés: Keszler Borbála szerint eszközlő határozó is van, mely más cselekvőt fejez ki, mint a grammatikai alany:
– műveltető ige cselekvője: kimosatja a ruhát a feleségével;
– passzív ige cselekvője: A diákok által elvégzett feladatok jók lettek.
Kálmánné Bors – A. Jászó 2007 másként rendszerezve bár, de lényegében a fenti határozóféléket mutatja be, néhány különbséggel:
- A fentebb aszemantikus határozói vonzatoknak nevezetteket vonzathatározóknak nevezi, megjegyezve, hogy ezek hagyományos elnevezése „állandó határozó”.[7]
- Nem sorolja a számállapot-határozót a belső állapothatározóhoz, hanem külön határozóként kezeli az állapotféle határozók kategóriáján belül.[8]
- Nem nevezi meg külön az eszközlő határozót, hanem személynévvel kifejezett eszközhatározónak tekinti.[9]

Ugyanez a grammatika még két határozófélét különít el:
- A képes helyhatározónak olyan alaptagja van, mely konkrét jelentéssel helyhatározót kíván, de elvont jelentése is lehet, és ilyennel képes helyhatározója van: A tudósok behatolnak a természet titkaiba, Apám szájából szép volt az igaz.[7]
- A partitívuszi (vagy részelő) határozó rész-egész viszonyt fejez ki: Evett a kenyérből, Bizonyára sokan ismerik közületek a seregélyeket.[10]

### A határozó szófaja
Határozót kifejező szófaj lehet névszó, igenév vagy határozószó. A névszó kapcsolódhat az alaptagjához rag, névutó vagy a mint viszonyszó ségítségével.
Névszós példák:
- A főnév lehet:

- ragos: a szobában ül;
- ragtalan: Öt éve nem látták egymást;
- névutós: a háború alatt eltűnt;
- mint-tel kapcsolt: édesebb, mint a méz.

- A melléknév gyakrabban ragos (jókedvűen ébredt), de előfordul ragtalanul is: csüggeteg ébredt.
- Van személyes névmással kifejezett határozó (tőlem származik) és másféle, ragos névmással (gyönyörködik valamiben) vagy névutóssal kifejezett: áskálódik valaki ellen.
- Mint a főnév, a számnév is lehet:

- ragos: Hétig lehet vacsorázni;
- névutós: Három körül várlak;
- mint-tel kapcsolt: több, mint száz.

Igeneves példák:
- főnévi igenév: igyekszik elmenni;
- határozói igenév: ájulva esett össze;
- ragos melléknévi igenév: dermedten állt.

Határozószós példák:
- tulajdonképpeni határozószó: Régóta nem láttam;
- határozószói névmás: ahová megyek.

Egyéb főnévi értelemben vett szó vagy szerkezet is lehet határozó, pl. Erre a csakra nem volt mit felelni.
Kálmánné Bors – A. Jászó 2007 határozóknak tekint állandósult szókapcsolatokban részt vevő szavakat is, pl. dugába dől, nagyra tart. Érve az, hogy, bár az ilyen szókapcsolatok jelentésük szempontjából csak együtt értelmesek, mégis grammatikailag elemezhetők.

### A határozók szerkezeti felépítése
A fenti példákban található több szóból álló határozókon kívül ennek a mondatrésznek vannak még másféle szerkezeti felépítései is.
A halmozott határozó két vagy több egymásnak mellérendelt határozóból áll: az utcákon vagy a tereken játszanak; láz és köhögés miatt fekszik; a fotel mögött és az asztal alatt hevernek; az anyjánál is, az apjánál is magasabb.
A többszörös határozó is több határozóból áll, de lépcsőzetes szerkezetű: az ablak alatt üldögélve várja, nagyon sokszor megígérte.
A kettős határozó általában egy kezdő- és egy végpontra utal: évről évre, látástól vakulásig.
Az összekapcsolt határozó vagy értelmező határozó tagjai közül az egyik pontosítja a másik jelentését: ott lenn, tegnap reggel, kezében ernyővel.
Az összetett határozó ragtalan névszó és igenév kapcsolata: A kislány igyekszik ügyes lenni, Beteg lévén nem mehettem el a színházba.

## Más nyelvek grammatikáiban
Amennyiben a határozót egységes mondatrésznek tekintjük, ennek más nyelvek grammatikáiban nem felel meg ugyanilyen, hanem több mondatrészhez tartozóknak tekintenek különböző magyar értelemben vett határozóféléket.
Olyan nyelvek hagyományos grammatikáiban, mint az angol, a francia vagy a román, legközelebb a „határozó” terminushoz a ’kiegészítő’ jelentésű complement, complément, illetve complement áll, de ennek a terminusnak tágabb értelmezést adnak, és beleértenek más, a magyar grammatikákban nem határozóknak tekintett mondatrészeket is.
Egyes angol grammatikákban a complement terminus magába foglalja a részeshatározónak megfelelő indirect object ’közvetett tárgy’ elnevezésű mondatrészt. Példa: The teacher gave a letter to the girl vagy The teacher gave the girl a letter ’A tanító/tanár levelet adott át a lánynak’. Ezekben a grammatikákban ugyancsak complement-ek az adverbials ’határozószói’ elnevezésű hely-, idő-, mód- stb. határozóknak megfelelő szavak, szókapcsolatok, de még mellékmondatok is. Példák a When is she going? ’Mikor megy (ő – nőnem)?’ kérdésre adott válaszban: Now/Very soon/In five minutes/Next week/When the bell rings ’Most/Nagyon hamar/Öt perc múlva/A jövő héten/Amikor a harang megszólal’. Megjegyzendő ugyanakkor, hogy hagyományosan a complement-ek közé sorolják a tárgyat is.
Hasonló nézetűek a hagyományos francia grammatikák is. Ezekben a határozók megfelelői a következők:
- A complément d’objet indirect-nek (szó szerint ’közvetett tárgyi kiegészítő’) megfelel:

- a részeshatározó: La grêle a nui aux récoltes ’A jégeső kárt okozott a termésnek’;
- a képes helyhatározó: Il parlera de la mer ’Beszélni fog a tengerről’;
- aszemantikus határozói vonzatok: Je m’efforce de les comprendre ’Igyekszem megérteni őket’;

- A complément d’agent (szó szerint ’cselekvői kiegészítő’) megfelelője az eszközlő határozó: La maison a été construite par trois maçons ’A házat három kőműves építette’ (szó szerint ’A ház három kőműves által lett megépítve’).[20]
- A compléments circonstanciels (szó szerint ’körülményi kiegészítők’) nagy osztálya a legtöbb magyar grammatikákban található határozónak felel meg, de a compléments circonstanciels között olyanok is megtalálhatók, melyek nincsenek elkülönítve magyar grammatikákban, ahol állapothatározókként szerepelnek. Ezek a következők:[21]

– complément circonstanciel d’opposition ’ellentéthatározó’, melyet olykor complément circonstanciel de concession ’megengedő határozó’-nak neveznek, vagy a kettőt együtt veszik és ’ellentét- vagy megengedő határozó’-nak nevezik: Je l’ai reconnu malgré l’obscurité ’Megismertem a sötétség ellenére’;
– complément circonstanciel de condition ’feltételhatározó’: Appelez-moi en cas de besoin ’Hívjanak szükség esetén’.
Állapothatázónak felel meg a francia grammatikákban az ún. épithète disjointe (szó szerint ’elválasztott melléknévi jelző’) is: La neige tombe dense et affreuse ’A hó sűrűn és szörnyűségesen esik’ (Victor Hugo), mely jelző jellegét az alannyal nemben és számban való egyezése adja.
Ugyancsak complément a francia grammatikákban a tárgy [complément d’objet direct (szó szerint ’közvetlen tárgyi kiegészítő’)] és a nem melléknévvel kifejezett jelző [complément du nom (szó szerint ’a főnév kiegészítője’)].
A román grammatikákban is megvannak a fenti compléments kategóriák, az ún. „körülményi kiegészítők” fajtáit beleértve, de még kettőt különítenek el, melyek állapothatározóknak felelnek meg:
- complement cumulativ ’gyűjtő határozó’: În afară de fructe, se vând și legume ’Gyümölcsökön kívül zöldségeket is árulnak’;
- complement de excepție ’kivételhatározó’: Afară de voi, n-a mai venit nimeni ’Rajtatok kívül senki sem jött el’.

Ezeken a complemente-nek nevezett mondatrészeken kívül számba vesznek még egy element predicativ suplimentar (szó szerint ’állítmányi pótelem’) nevűt is: Copiii aleargă voioși ’A gyerekek vidáman futkároznak’. Ennek jellegzetessége az, hogy két alaptagja van, az állítmány és az alany, mellyel nemben, számban és esetben egyezik. Ugyancsak állapothatározónak felel meg.
A román grammatikákban is complement a tárgy [complement direct (szó szerint ’közvetlen kiegészítő’)].